# Szalony lot
Szalony lot (ang. Flight of Fury) – amerykańsko−brytyjsko−rumuński film sensacyjny z 2007 roku w reżyserii Michaela Keuscha.

## Fabuła
Podczas manewrów lotniczych zostaje uprowadzony supertajny samolot szturmowy. Terroryści planują użyć go do zamachu z użyciem broni biologicznej. Zadanie odzyskania uprowadzonej maszyny zostaje powierzone Johnowi, byłemu żołnierzowi, któremu armia stawia ultimatum: albo powrót do armii albo więzienie.

## Obsada
- Steven Seagal − John Sands
- Angus MacInnes − General Tom Barnes
- Steve Toussaint − Ratcher
- Mark Bazeley − Captain Richard "Rick" Jannick
- Ciera Payton − Jessica
- Alki David − Rojar
- Tim Woodward − admirał Frank Pendleton
- Katie Jones − Eliana Reed
- Vincenzo Nicoli − Peter Stone